# Julija Sołncewa
Julija Ippolitowna Sołncewa, ros. Юлия Ипполитовна Со́лнцева (ur. 25 lipca?/7 sierpnia 1901 w Moskwie, zm. 29 października 1989 tamże) – radziecka aktorka i reżyserka filmowa.

## Życiorys
Julija Sołncewa urodziła się 7 sierpnia 1901 w Moskwie. Absolwentka wydziału historyczno-filologicznego Uniwersytetu Moskiewskiego i Wyższej Szkoły Dramatu Muzycznego.
Zadebiutowała główną rolą w filmie Aelita (1924) Jakowa Protazanowa. Następnie zagrała m.in. w filmach: Sprzedawczyni papierosów (1924) i Ziemia (1930).
Spotkanie z ukraińskim reżyserem Ołeksandrem Dowżenki zaważyło na jej życiu i dalszej karierze. W 1928 została jego żoną i asystowała mu w jego pracy reżyserskiej.
Po śmierci męża dokończyła jego film Poemat o morzu (1958), a następnie realizowała filmy według jego scenariuszy. Zajmowała się również spuścizną teoretyczną Dowżenki: wydawaniem jego tekstów, pisaniem artykułów, w tym współpracą przy redagowaniu i publikacji "Pism zebranych" reżysera.
Zasiadała w jury konkursu głównego na 28. MFF w Cannes (1975).
Zmarła 29 października 1989 w Moskwie. Została pochowana na tamtejszym Cmentarzu Nowodziewiczym.

## Wybrana filmografia

### Aktorka
- 1924: Aelita jako Aelita
- 1924: Sprzedawczyni papierosów jako Zina Wiesienina
- 1930: Ziemia jako siostra Wasilija

### Reżyseria
- 1939: Szczors
- 1940: Oswobodzenie
- 1944: Bitwa za naszą radziecką Ukrainę
- 1958: Poemat o morzu[4]
- 1960: Opowieść lat płomiennych[5]
- 1964: Zaczarowana Desna

## Nagrody i odznaczenia
- Nagroda Stalinowska II stopnia (1949) – za film Czarodziej sadów (1948)
- Ludowy Artysta RFSRR (1964)
- Ludowy Artysta ZSRR (1981)
- Międzynarodowy Festiwal Filmowy w Cannes (1961) – Nagroda dla najlepszego reżysera za film Opowieść lat płomiennych
- Międzynarodowy Festiwal Filmowy w Londynie (1962) – Dyplom honorowy za film Poemat o morzu
- Międzynarodowy Festiwal Filmowy w San Sebastian (1965) – Specjalny Dyplom Jury „dla zasług artystycznych i technicznych” za film Zaczarowana Desna
- Order Lenina
- Order Czerwonego Sztandaru Pracy
- Order „Znak Honoru” (1950)

Źródło: